# Franz Xaver Eggspühler
Franz Xaver Eggspühler (* 19. November 1861 in Klingnau; † 4. Mai 1930 in Zürich; heimatberechtigt in Klingnau) war ein Schweizer Politiker (KVP). Er vertrat von 1902 bis zu seinem Tod den Kanton Aargau im Nationalrat.

## Biografie
Aus einfachen Verhältnissen stammend, absolvierte Eggspühler das Gymnasium in Schwyz. Anschliessend studierte er Recht an den Universitäten Basel, Strassburg, Berlin, Breslau und Bern. Nachdem er das Anwalts- und Notariatspatent erworben hatte, arbeitete er ab 1886 als Gerichtsschreiber in Zurzach, sechs Jahre später übernahm er dort das Präsidium des Bezirksgerichts. Dieses Amt übte er bis 1905, als er zum Oberrichter gewählt wurde. Im Obergericht leitete er die Anklagekammer und stand der Notariatskommission vor.
1893 begann Eggspühlers politische Karriere mit der Wahl in den Grossen Rat, dem er bis 1905 angehörte. In den Jahren 1904/05 war er Grossratspräsident. Bei den Parlamentswahlen 1902 zog er in den Nationalrat, wo er bald zu den führenden Persönlichkeiten der katholisch-konservativen Fraktion zählte. Auf sein Betreiben hin beschloss das Parlament 1916 den Bau der Surbtalbahn, die aber wegen der Folgen des Ersten Weltkriegs nie realisiert wurde.
Eggspühler hatte zahlreiche weitere Ämter inne. Er war Präsident des römisch-katholischen Synodalrates, der Gemeinnützigen Gesellschaft des Bezirks Zurzach und der Erziehungsanstalt St. Johann in Klingnau sowie Mitglied der Seminarkommission.